# Jean-Michel Dubernard
Jean-Michel Dubernard, né le 17 mai 1941 dans le 3e arrondissement de Lyon et mort le 10 juillet 2021 à Istanbul, est un médecin français, professeur des universités-praticien hospitalier à l'université Claude Bernard Lyon 1 et homme politique.

## Biographie

### Carrière de médecin
Urologue de formation, le professeur Jean-Michel Dubernard travaille dans le service d'urologie et chirurgie de la transplantation de l'hôpital Édouard-Herriot de Lyon.
Le chirurgien acquiert une renommée internationale avec son équipe en dirigeant la première allogreffe d'une main en septembre 1998 à Lyon. L'opération est réalisée pour une seule main coupée à hauteur du poignet sur le Néo-Zélandais Clint Hallam. Cependant, durant six mois, le patient refuse de poursuivre son traitement Immunosuppresseur anti-rejet. Et à sa demande, il se fait amputer sa main greffée, en février 2001 à Londres.
Le 13 janvier 2000, le Pr Dubernard franchit une nouvelle étape en réalisant la première double greffe bilatérale des mains et des avant-bras à Lyon sur Denis Chatelier, âgé à l'époque de 33 ans. Le lendemain, à l'occasion d'une conférence de presse, Jean-Michel Dubernard se déclare « heureux de prolonger les travaux d’Alexis Carrel ». Peintre en bâtiment, originaire de la Charente-Maritime, Denis Chatelier avait perdu ses deux mains en 1996 en manipulant une fusée artisanale fabriquée par ses neveux. Depuis lors, il portait des prothèses myoélectriques ne lui permettant de réaliser que des gestes simples. Début 2005, le Pr Dubernard annonce que la greffe avait « définitivement pris ».
En 2005, il participe à la première greffe partielle du visage réalisée par le professeur Bernard Devauchelle (greffe du triangle formé par le nez et la bouche) sur une femme de 38 ans défigurée par son chien, Isabelle Dinoire. Cette opération a lieu entre le 27 et le 28 novembre au CHU d'Amiens. Les conditions dans lesquelles cette intervention est réalisée (procédures techniques, éthiques et légales) sont critiquées par d'autres chirurgiens transplanteurs.
Bien avant la réalisation de ces dernières prouesses médico-chirurgicales, le Pr Dubernard avait été un pionnier de la transplantation d'organe à Lyon, en développant en particulier une technique originale de greffe du pancréas.
Il est membre du collège de la Haute Autorité de santé. En janvier 2014, cet organisme saisit son comité de déontologie à la suite de sa participation à une délibération pour laquelle il y aurait possibilité de conflit d'intérêts.

### Carrière politique
Jean-Michel Dubernard est membre du Rassemblement pour la République (RPR) dont il est nommé délégué national, chargé de la recherche médicale, en avril 1990.
Il siège au conseil municipal de Lyon entre 1983 et 2008 et est adjoint au maire entre 1983 et 2001.
Le 16 mars 1986, il est élu député du Rhône pour la VIIIe législature. Après la dissolution de l'Assemblée nationale en mai 1988, Dubernard est candidat dans la 3e circonscription du Rhône et est élu au second tour avec 58,15 % des voix face à au socialiste Jean-Pierre Flaconnèche.
En décembre 1990, il démissionne de son mandat de député, comme Michel Noir et Michèle Barzach. Lors du second tour de l'élection législative partielle du 3 février 1991, il est élu pour un nouveau mandat. Il est ensuite réélu en 1993, puis en 1997 et 2002 dans la même circonscription. Il rejoint l'Union pour un mouvement populaire (UMP) lors de la création de celle-ci en 2002.
Il est battu au deuxième tour des élections législatives le 17 juin 2007 par Jean-Louis Touraine, membre du Parti socialiste.

### Mort
Jean-Michel Dubernard meurt le 10 juillet 2021 à l'âge de 80 ans après avoir fait un malaise à l'aéroport d'Istanbul.

## Prises de position
Jean-Michel Dubernard a obtenu la sanction d'une boîte de nuit qui pratiquait la discrimination raciale à l'entrée.
Le 30 janvier 2007, il se déclare publiquement favorable à l'extension de la taxe finançant le Compte de soutien aux industries de programme (COSIP) aux fournisseurs d'accès Internet fournissant des services de télévision (triple play) :
« L’une des clefs de la vitalité de notre production cinématographique et audiovisuelle réside dans le soutien qui lui est apporté par le COSIP géré par le Centre National de la Cinématographie (CNC). Celui-ci repose sur un principe fondamental : financer la production d’œuvres françaises ou européennes à valeur artistique, culturelle et patrimoniale, grâce à une contribution assise sur une assiette large incluant des programmes de tous genres et de toutes nationalités.
Les plates-formes satellitaires, câblo-opérateurs, et fournisseurs d’accès à Internet, ne sont pas, actuellement, soumis à une contribution à la production. La réforme proposée par les parlementaires consiste donc à étendre la contribution au fonds de soutien. »
En 2013, il s'associe au projet d'extrême droite Notre antenne (qui donnera naissance à TV Libertés l'année suivante), mais s'en retire dès qu'il constate cette orientation politique.

## Distinctions
- Chevalier de la Légion d'honneur
- Chevalier de l'ordre national du Mérite
- Chevalier de l'ordre des Palmes académiques

## Publications
- Traitement actuel de la lithiase du haut-appareil urinaire : Rapport présenté au 90e Congrès français de chirurgie, Paris, 19 au 22 septembre 1988, avec Jacob-Michel Cukier, Masson, (1988),  (ISBN 2-225-81621-2).
- Atlas de chirurgie urologique. Surrénale, rein, urètre, tome 1, Éditions Masson, avec Jacob-Michel Cukier, (1991),  (ISBN 2-225-82328-6).